# Loch of Cliff
Loch of Cliff är en sjö i Storbritannien.   Den ligger i kommunen Shetlandsöarna och riksdelen Skottland, i den norra delen av landet, 1 000 km norr om huvudstaden London. Loch of Cliff ligger 70 meter över havet. Arean är 0,85 kvadratkilometer. Den ligger på ön Unst. Trakten runt Loch of Cliff består i huvudsak av gräsmarker. Den sträcker sig 3,6 kilometer i nord-sydlig riktning, och 1,1 kilometer i öst-västlig riktning.